# Ce fleuve qui nous charrie

Ce fleuve qui nous charrie est un téléfilm mêlant fiction et reportage, réalisé en 1979 par Raymond Vouillamoz, initialement diffusé le 28 septembre 1980, sur l'antenne de la chaîne TSR (Télévision suisse romande).

## Synopsis
En mauvais état physique et psychique, un homme (interprété par Jean-Luc Bideau) cherche sa rédemption à travers la course à pied.

## Commentaires
À noter que ce film a été réalisé en grande partie pendant la course pédestre suisse Morat-Fribourg de 1979. L'auteur du scénario, Jacques Guhl, interprète son propre rôle.

## Fiche technique
- Réalisation : Raymond Vouillamoz
- Scénario : Jacques Guhl et Raymond Vouillamoz
- Production : Télévision suisse romande (Maurice Huelin) et FR3 (collection CINEMA 16 de Manouby Larif)
- Premières diffusions :
  - Suisse : 28 septembre 1980, sur TSR (Télévision suisse romande)
  - France : 9 septembre 1981, sur FR3.

## Distribution
- Jean-Luc Bideau : Simon
- Jacques Guhl : César
- François Germond : Julien
- Yvette Théraulaz : Antoinette
- Nicolas Bideau : L'enfant